# Cantone di Nogent-le-Rotrou
Il Cantone di Nogent-le-Rotrou è una divisione amministrativa dell'arrondissement di Nogent-le-Rotrou.
A seguito della riforma approvata con decreto del 24 febbraio 2014, che ha avuto attuazione dopo le elezioni dipartimentali del 2015, è passato da 10 a 33 comuni.

## Composizione
I 10 comuni facenti parte prima della riforma del 2014 erano:
- Argenvilliers
- Brunelles
- Champrond-en-Perchet
- La Gaudaine
- Margon
- Nogent-le-Rotrou
- Saint-Jean-Pierre-Fixte
- Souancé-au-Perche
- Trizay-Coutretot-Saint-Serge
- Vichères

Dal 2015 i comuni appartenenti al cantone sono i seguenti 33:
- Argenvilliers
- Belhomert-Guéhouville
- Brunelles
- Champrond-en-Gâtine
- Champrond-en-Perchet
- Chassant
- Combres
- Les Corvées-les-Yys
- Coudreceau
- La Croix-du-Perche
- Fontaine-Simon
- Frétigny
- Happonvilliers
- La Gaudaine
- La Loupe
- Manou
- Margon
- Marolles-les-Buis
- Meaucé
- Montireau
- Montlandon
- Nogent-le-Rotrou
- Nonvilliers-Grandhoux
- Saint-Denis-d'Authou
- Saint-Éliph
- Saint-Jean-Pierre-Fixte
- Saint-Maurice-Saint-Germain
- Saint-Victor-de-Buthon
- Souancé-au-Perche
- Thiron-Gardais
- Trizay-Coutretot-Saint-Serge
- Vaupillon
- Vichères